# Teoria neutrale dell'evoluzione
La teoria neutrale dell'evoluzione molecolare (o semplicemente teoria neutrale dell'evoluzione) è una teoria sviluppata a cavallo degli anni sessanta e settanta del XX secolo dal biologo giapponese Motoo Kimura. La teoria ha determinato lo sviluppo della cosiddetta ipotesi neutralista, che ipotizza un ruolo delle mutazioni neutrali nei processi evolutivi. Per questo la teoria neutrale dell'evoluzione si è posta storicamente in contrasto con le due posizioni estreme del panselezionismo (con la sua ipotesi selezionista) e del mutazionismo (ipotesi mutazionista). In realtà tale teoria è attualmente considerata come un contributo al neodarwinismo, da affiancarsi piuttosto che contrapporsi alla corpus della nuova sintesi. 
La teoria è stata inoltre un ulteriore contributo per lo sviluppo e l'applicazione dell'orologio molecolare. 

## Storia
I concetti di base della teoria erano già stati espressi da Kimura nella metà degli anni sessanta e ancora prima Suoeka aveva ipotizzato che le mutazioni neutrali fossero molto diffuse nei genomi. Un'esposizione organica della teoria avvenne però solo nel 1968; essa fu seguita l'anno successivo dalla pubblicazione di Jack L. King e Thomas H. Jukes dal titolo Not Darwinian evolution. Nei decenni seguenti iniziò un dibattito su quale delle diverse teorie, tra cui quella neutrale, avesse un ruolo di rilievo nella spiegazione dei meccanismi evolutivi: il cosiddetto dibattito neutralismo-selezionismo. Inizialmente il pensiero di Kimura fu anche interpretato come antidarwiniano; in realtà lo stesso fautore della teoria ha successivamente affermato: "La teoria non nega il ruolo della selezione naturale nel determinare il corso dell'evoluzione adattativa". Negli ultimi due decenni, Tomoko Otha, un'allieva di Kimura, ha parzialmente rivisitato la teoria del maestro, sviluppando la teoria quasi neutrale dell'evoluzione molecolare.

## Le basi concettuali della teoria
Kimura, così come prima Sueoka, notò che nei genomi la grandissima parte delle differenze era dovuta a mutazioni neutrali, mutazioni che non alteravano la fitness dell'organismo e che quindi non erano selezionabili dalla selezione naturale. Kimura ipotizzò, dunque, che la maggior parte dei cambiamenti non adattativi tra specie avvenissero tramite due processi: la formazione di nuovi alleli neutrali (tramite le mutazioni neutrali) e la loro fissazione nella popolazione tramite l'azione della deriva genetica. Questi alleli cioè, o sono eliminati da pool genetico oppure aumentano in frequenza fino a fissarsi, cioè a restare permanentemente nella popolazione.
A monte sono due i principali meccanismi con cui le mutazioni neutrali possono generarsi. Il primo è correlato al fatto che il codice genetico è degenerato. Per questo molte mutazioni possono cambiare un codone, ma trasformarlo in uno che pur diverso codifica per lo stesso amminoacido; si avrà così un prodotto genico esattamente identico a quello iniziale. Il secondo motivo è che anche quando una mutazione porta all'inserimento di un amminoacido diverso nella catena proteica che ne deriva, la funzionalità della proteina può non venire intaccata; questo, ad esempio, se l'amminoacido sostituito presenta le stesse caratteristiche chimiche di quello originale o se è presente in un sito non essenziale per lo scopo della proteina.
Il motivo per cui queste mutazioni si accumulano è che, essendo neutrali, non sono soggette a selezione naturale. Le mutazioni positive sono in realtà molto rare e quelle negative sono soggette a rapida selezione negativa. Quelle neutrali non hanno effetto e quindi non hanno forze che vi si oppongono. Esse si accumulano liberamente e possono aumentare in seguito a deriva.
Oggi non viene più messa in dubbio la veridicità della teoria quanto, piuttosto, il suo peso nella generale teoria dell'evoluzione. Ad esempio ci si interroga sulla quantità (e il "peso") degli alleli neutrali rispetto a quelli non neutrali e soprattutto sul fatto che l'adattamento è considerato oggi come il motore dell'evoluzione.

## La teoria quasi neutrale dell'evoluzione molecolare
La teoria proposta da Otha a partire dagli anni settanta, ma esposta organicamente nel 1993, tiene conto dell'esistenza di mutazioni che possono essere parzialmente positive o parzialmente negative. Inoltre si afferma che il meccanismo predominante nell'evoluzione molecolare può essere diverso a seconda della dimensione della popolazione. Per popolazioni piccole avrà maggiore peso il ruolo della deriva genetica; per popolazioni numerose, la selezione naturale.